# Clementine (2019)
Clementine (bra: Clementine) é um filme de drama romântico estadunidense de 2019 escrito e dirigido por Lara Gallagher. É estrelado por Otmara Marrero, Sydney Sweeney, Will Brittain e Sonya Walger.
O filme teve sua estreia mundial no Festival de Cinema de Tribeca em 27 de abril de 2019. Foi lançado em 8 de maio de 2020 para cinemas virtuais, pela Oscilloscope, por causa da pandemia de COVID-19.

## Enredo
Karen (Marrero), recuperando-se do fim de um relacionamento do mesmo sexo, busca refúgio na casa do lago de sua ex e conhece Lana (Sweeney), uma jovem provocante com quem ela explora um novo relacionamento complicado.

## Elenco
- Otmara Marrero como Karen
- Sydney Sweeney como Lana
- Will Brittain como Beau
- Sonya Walger como D.

## Produção
Em outubro de 2017, foi anunciado que Otmara Marrero, Sydney Sweeney, Will Brittain e Sonya Walger se juntaram ao elenco do filme, com Lara Gallagher dirigindo a partir de um roteiro que ela escreveu. Aimee Lynn Barneburg, Karina Ripper e Davis Priestley estão produzindo, enquanto Kim Bailey e Isabel Marden servirão como produtoras executivas.

## Lançamento
O filme teve sua estreia mundial no Festival de Cinema de Tribeca em 27 de abril de 2019. Pouco depois, Oscilloscope adquiriu os direitos de distribuição do filme nos Estados Unidos. Está programado para ser lançado em 8 de maio de 2020.

## Resposta crítica
Clementine recebeu críticas mistas a positivas. A partir de julho de 2020, 65% dos 49 comentários compilados no site Rotten Tomatoes são positivos, com uma classificação média de 6,16/10. O consenso dos críticos do site diz: "Clementine luta para se envolver como um thriller erótico, mas geralmente é mantido unido pela amizade bem-atuada em seu núcleo." No Metacritic, o filme tem uma pontuação de 55 em 100, com base em doze críticas, indicando "críticas mistas ou médias". O filme recebeu críticas positivas dos críticos, que elogiaram a química de Sweeney e Marreo e a direção de Gallagher, mas criticaram o roteiro.